# Advance Publications
Advance Publications, транскрипция «эдванс пабликейшенз» (в переводе с англ. — «успешные публикации») — американская медиакомпания, которой принадлежит издательский дом Condé Nast, телеканал Discovery Channel, социальный новостной сайт Reddit и ряд других активов. Создана в 1922 году. Основатель — Сэм Ньюхаус. Штаб-квартира в Нью-Йорке.

## История
Путь Ньюхауса в медиабизнесе начался в 1922 году, когда он приобрёл компанию Staten Island Advance. Она скупала нерентабельные газеты в Нью-Йорке и Нью-Джерси и развивала их. В 1949 году Сэм переименовал свою организацию в Advance Publications. Издательский дом стал важным игроком на американском рынке в 1950-е годы после приобретения газет Portland Oregonian (1950) и St. Louis Globe-Democrat (1955).
В 1960 году Advance Publications приобрела издательский дом Condé Nast. Среди самых известных медиаактивов, которые входят в него — журналы Vogue, Vanity Fair, AD, GQ и Wired. Condé Nast оставался частью Advance Publications к 2020 году.
В 1962 приобретается издательский дом Times-Picayune Publishing Company, который на тот момент владел самым большим количеством газет в США. В 1972 Advance Publications покупает Cleveland Plain Dealer, а в 1976 Booth Newspapers. К 1979 — году смерти основателя — Сэмюэля Ньюхауса издательский дом стал крупнейшей газетной сетью страны с суммарным тиражом около 3 млн экземпляров. В собственности компании было 31 газета, 7 журналов, 5 радиостанций, 6 телеканалов и 15 кабельных каналов. Руководство медиконгломератом продолжили его сыновья — Сэмюэль Ньюхаус младший и Дональд.
Сэмюэль Ньхауз младший умер в 2017 году в возрасте 89 лет. Его называли жёстким руководителем, который вмешивался в редакционную политику изданий. Например, редактор Vogue Грэйс Мирабелла узнала о своем увольнении из новостного выпуска. Купив журнал New Yorker, Сэм обещал не трогать коллектив издания, но также выгнал главного редактора, который долгое время руководил изданием. Согласно информации Bloomberg его состояние равнялось 12,7 млрд долларов на момент смерти.

## Деятельность компании
В издательский дом входят также следующие компании: Advance Local, Stage Entertainment, American City Business Journals, Leaders Group, Turnitin, 1010data и POP.
Advance Publications инвестирует в различные непрофильные бизнесы — в 2019 году она заявила, что вложит 10 млрд долларов в киберспорт, проекты, связанные с музыкальными театрами и спутниковые проекты.
Главный исполнительный директор Advance Publications — Томас Саммер. Приступил к работе на позиции в 2008 году.